# Mareuil-sur-Arnon
Mareuil-sur-Arnon é uma comuna francesa na região administrativa do Centro, no departamento Cher. Estende-se por uma área de 25,46 km². Em 2010 a comuna tinha 529 habitantes (densidade: 20,8 hab./km²).